# Le Chat noir

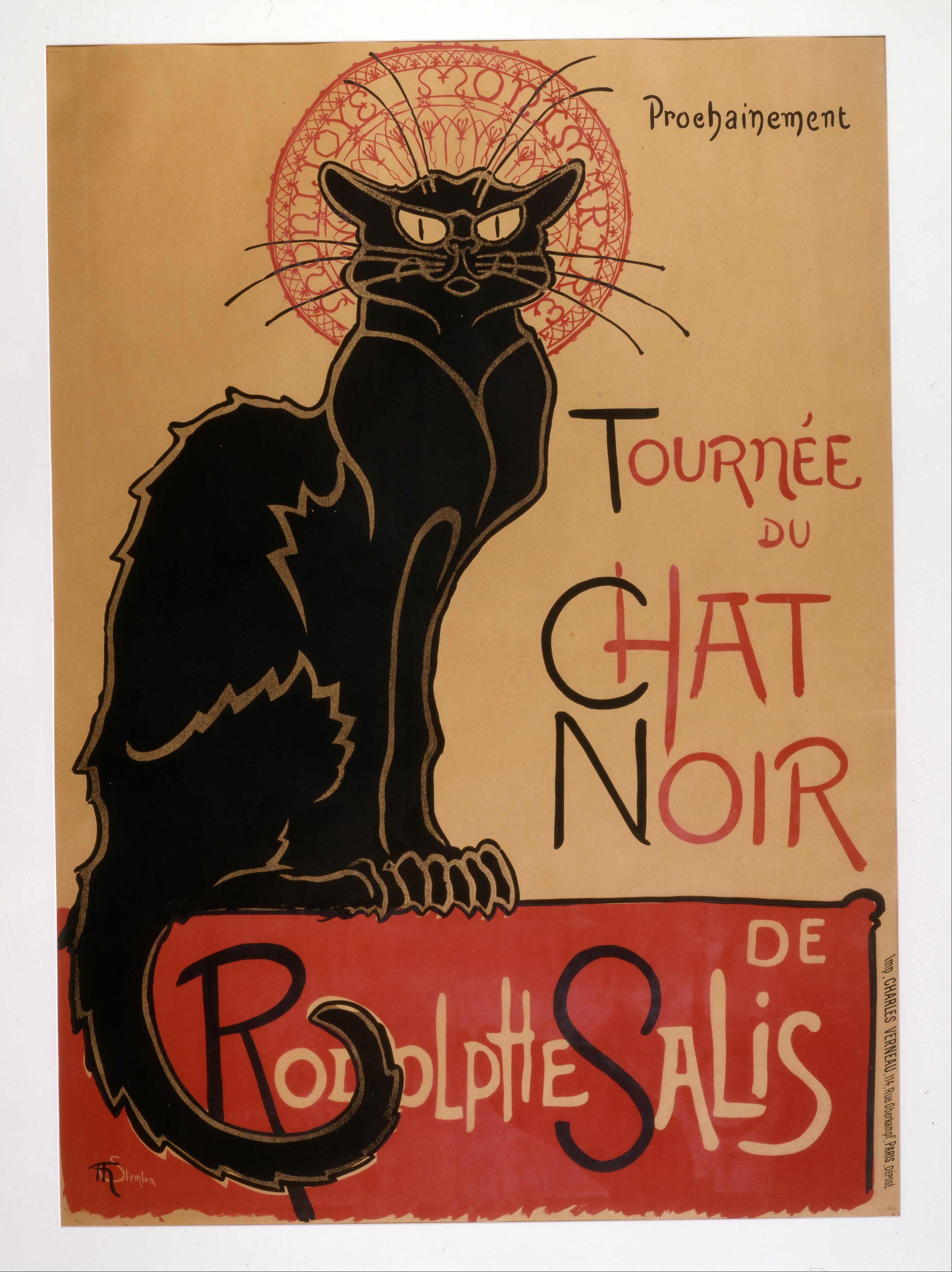
Plakát, který zve na turné ansámblu kabaretu Le Chat noir, autor Théophile-Alexandre Steinlen

Le Chat noir (francouzsky černý kocour) byl slavný pařížský kabaret, který byl poprvé otevřen 18. listopadu 1881. Založil ho Rodolphe Salis, který byl též u zrodu stejnojmenné revue. Po Salisově smrti roku 1897 byl kabaret zavřen, ale dva roky na to ho znovu, pod jiným jménem, otevřel šansoniér Henri Fursy.
Le Chat noir je považován za první moderní kabaret a byl prvním kabaretem, ve kterém se hrálo na piano. Za své jméno vděčí černé kočce, kterou Rodolphe Salis našel na chodníku během příprav na otevření a nejspíš nejvíce kabaret proslavily umělecké plakáty Théophila Alexandra Steinlena.

## Kabaret
Kabaret se původně nacházel na Montmartru, což ho předurčilo k tomu, aby se stal místem setkávání pařížské smetánky a symbolem bohémství konce 19. století. Již brzy po otevření přitahoval díky šansoniérům a básníkům, kteří v něm vystupovali, tu nejlepší pařížskou klientelu. Úspěch byl zaručen, když se v kabaretu usídlila skupina mladých spisovatelů a umělců, kteří si říkali Les Hydropathes (volně přeloženo jako "ti, kterým voda nedělá dobře"), v jejichž čele stál Émile Goudeau. Členové skupiny o sobě tvrdili, že nemají rádi vodu, a proto dávají přednost vínu a pivu. V době své největší slávy byl kabaret Le Chat noir znám jako bujarý noční podnik, z části umělecký salon, z části místo bouřlivých hudebních produkcí.
Díky rostoucímu úspěchu se kabaret v roce 1885 přemístil do třípatrové budovy v čísle 12 na rue de Laval (dnešní rue Victor-Massé). Jednotlivé místnosti nechal Salis dekorovat v pseudohistorickém stylu, a to pod záštitou umělců jako Henri Rivière nebo Caran d'Ache. S Rivièrovou pomocí Salis v kabaretu vytvořil i barevné stínové divadlo, kde se často hrály skutečné mistrovské kousky, ke kterým skládal hudbu Georges Fragerolle. Kabaret se nicméně brzy stěhoval dál, a to do čísla 68 na boulevard de Clichy. Na této adrese se dnes nachází moderní hotel, kde je možné najít i několik odkazů na její bouřlivou minulost.
Francouzský básník Laurent Tailhade o Le Chat noir mluvil jako o spojení Zabijáka a Božské komedie. Jiný francouzský básník Jean Lorrain kabaret viděl zase jako "směs všech stylů a všech výstřelků" a jako "čtvrť malířů a básníků". Sám Salis o Le Chat noir řekl, že "Le Chat Noir je nejvýjimečnější kabaret na světě. Potkáte tu nejslavnější muže Paříže a zároveň se seznámíte s cizinci ze všech koutů světa."
Mezi pravidelné hosty kabaretu patřili malíři Adolphe Willette a Henri Pille, šansoniéři Aristide Bruant, Jules Jouy či Léon Durocher, hudební skladatelé Claude Debussy a Erik Satie nebo básníci Paul Verlaine, Charles Cros, Albert Samain, Maurice Rollinat a Jean Richepin. I Léona Bloye tu dobře znali – ten dokonce v revue Le Chat noir publikoval několik svých literárních kritik. Sám Rodolphe Salis se často s přehnanou, ironickou zdvořilostí ujímal role konferenciéra.
Původní vývěsní štít kabaretu Le Chat noir, který namaloval Adolphe Léon Willette a který je vidět i na kresbě Alberta Robidy, je dnes vystaven v Musée Carnavalet v Paříži.

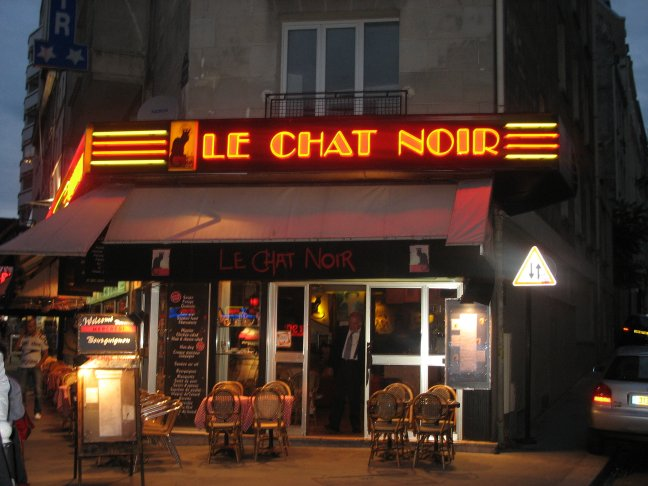
Poslední útočiště kabaretu Le Chat Noir v čísle 68, Boulevard de Clichy

## RevueLe Chat noir
Rodolphe Salis a Émile Goudeau původně založili týdně vydávanou revue Le Chat noir, aby zajistili kabaretu větší propagaci. 668 čísel revue vyšlo mezi lednem 1882 a březnem 1895, dalších 122 pak vyšlo ve druhé sérii, jejíž poslední číslo bylo vydáno 30. září 1897. Revue zosobňovala ducha konce století. Přispívali do ní šansoniéři a básníci, kteří v kabaretu vystupovali, a také umělci, kteří se podíleli na jeho výzdobě. Například Caran d'Ache do ní kreslil vojenské výjevy, Willette zase své pieroty a kolombíny.
Revue Le Chat noir byla jedním z prvních periodik, které otisklo články Jeana Lorraina, a můžeme v ní najít i tak slavná jména jako Paul Verlaine nebo Jean Richepin, to vše doplněné krásnými ilustracemi Théophila Alexandra Steinlena.

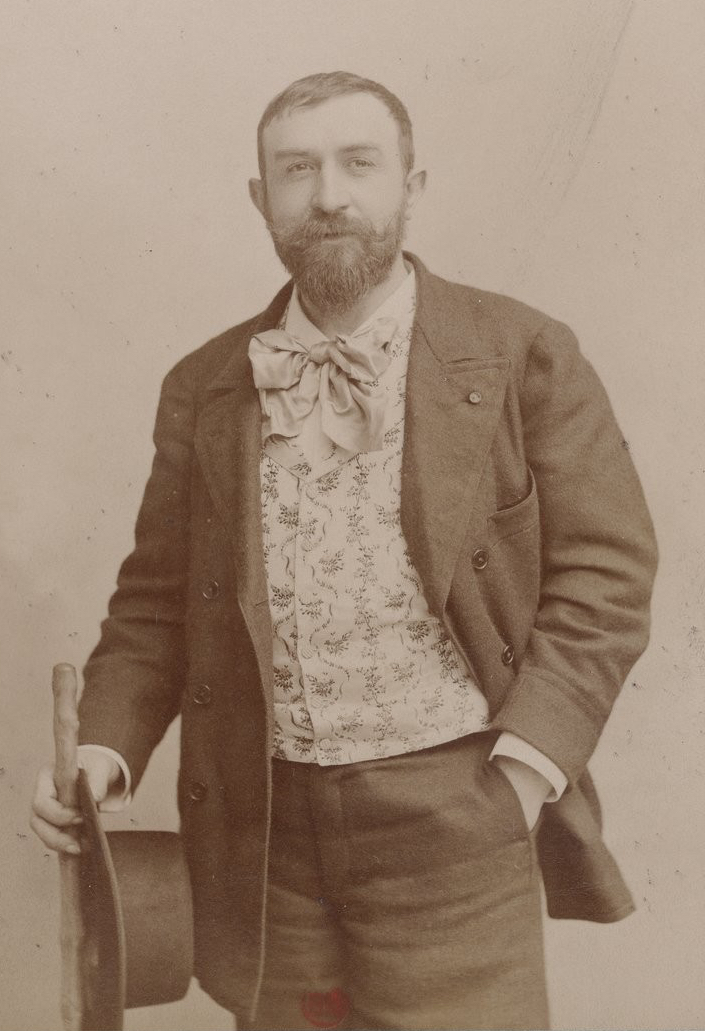
Rodolphe Salis
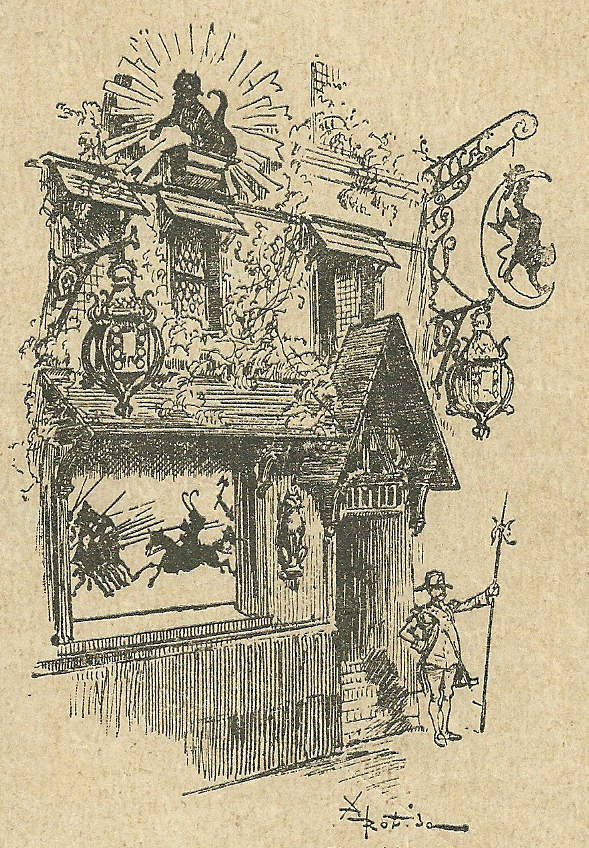
Kabaret Le Chat noir očima Alberta Robidy